# Ammosiphonia
Ammosiphonia es un género de foraminífero bentónico de la familia Haplophragmoididae, de la superfamilia Lituoloidea, del suborden Lituolina y del orden Lituolida. Su especie tipo es Ammosiphonia vulgaris. Su rango cronoestratigráfico abarca el Triásico superior.

## Discusión
Clasificaciones previas incluían Ammosiphonia en el suborden Textulariina del orden Textulariida, o en el orden Lituolida sin diferenciar el suborden Lituolina.

## Clasificación
Ammosiphonia incluye a las siguientes especies:
- Ammosiphonia beresoviensis †
- Ammosiphonia jamalica †
- Ammosiphonia nonioninoides †
- Ammosiphonia sibirica †
- Ammosiphonia suprajurassica †
- Ammosiphonia valanginica †
- Ammosiphonia vulgaris †